# Stylogomphus lutantus
Stylogomphus lutantus är en trollsländeart som beskrevs av Chao 1983. Stylogomphus lutantus ingår i släktet Stylogomphus och familjen flodtrollsländor. Inga underarter finns listade i Catalogue of Life.